# Grubenunglück von Luisenthal
Das Grubenunglück von Luisenthal war eines der schwersten Grubenunglücke in der deutschen Geschichte sowie das schwerste in der Geschichte der Bundesrepublik Deutschland. Bei einer Explosion im saarländischen Steinkohlebergwerk Luisenthal am 7. Februar 1962 kamen 299 Bergleute ums Leben.

## Die Grube Luisenthal
Die im Völklinger Stadtteil Luisenthal gelegene Kohlegrube bestand seit den frühen 1800er-Jahren. Zunächst wurde Flamm-, später Fettkohle abgebaut. Hauptförderschächte waren die Anlagen Richard I und Richard II in Luisenthal. Zum Grubenverbund gehörte auch das Alsbachfeld unterhalb des Saarbrücker Stadtteils Burbach mit dem dortigen Alsbachschacht.
Die Grube Luisenthal galt wegen der hohen Grubengaskonzentration in den Flözen als sehr anfällig für Schlagwetter-Explosionen. Von 1904 bis 1954 kam es in der Grube zu 20 Bränden und Explosionen. 1941 kamen bei einer Explosion 41 Bergleute ums Leben. Aufgrund dieser Situation wurde die Grube mit modernster Technik ausgestattet und in Folge wegen ihrer hohen Sicherheitsstandards ausgezeichnet.

## Das Unglück
Während der Frühschicht am 7. Februar 1962 waren 664 Bergleute im Alsbachfeld tätig. Gegen 7:45 Uhr kam es im Alsbachfeld in einer Teufe von mehr als 600 Metern zu einer Explosion, die unter anderem den Schachtdeckel des Alsbachschachts in die Luft hob. Er verkeilte sich im Fördergerüst. 299 Bergleute starben bei der Explosion oder kurz danach. Einige der unter Tage Gestorbenen waren bis zur Unkenntlichkeit verbrannt. 73 Bergleute wurden verletzt; ein Teil von ihnen erlitt schwere Verbrennungen und Lungenrisse.
Die Ursache der Explosion ist bis heute ungeklärt. Möglicherweise rauchte ein Bergmann verbotenerweise unter Tage – bei den Aufräumarbeiten wurden Zigaretten gefunden. Auch eine defekte Grubenlampe könnte die Ursache gewesen sein. Vermutlich verursachte eine Schlagwetterexplosion eine Kohlenstaubexplosion.

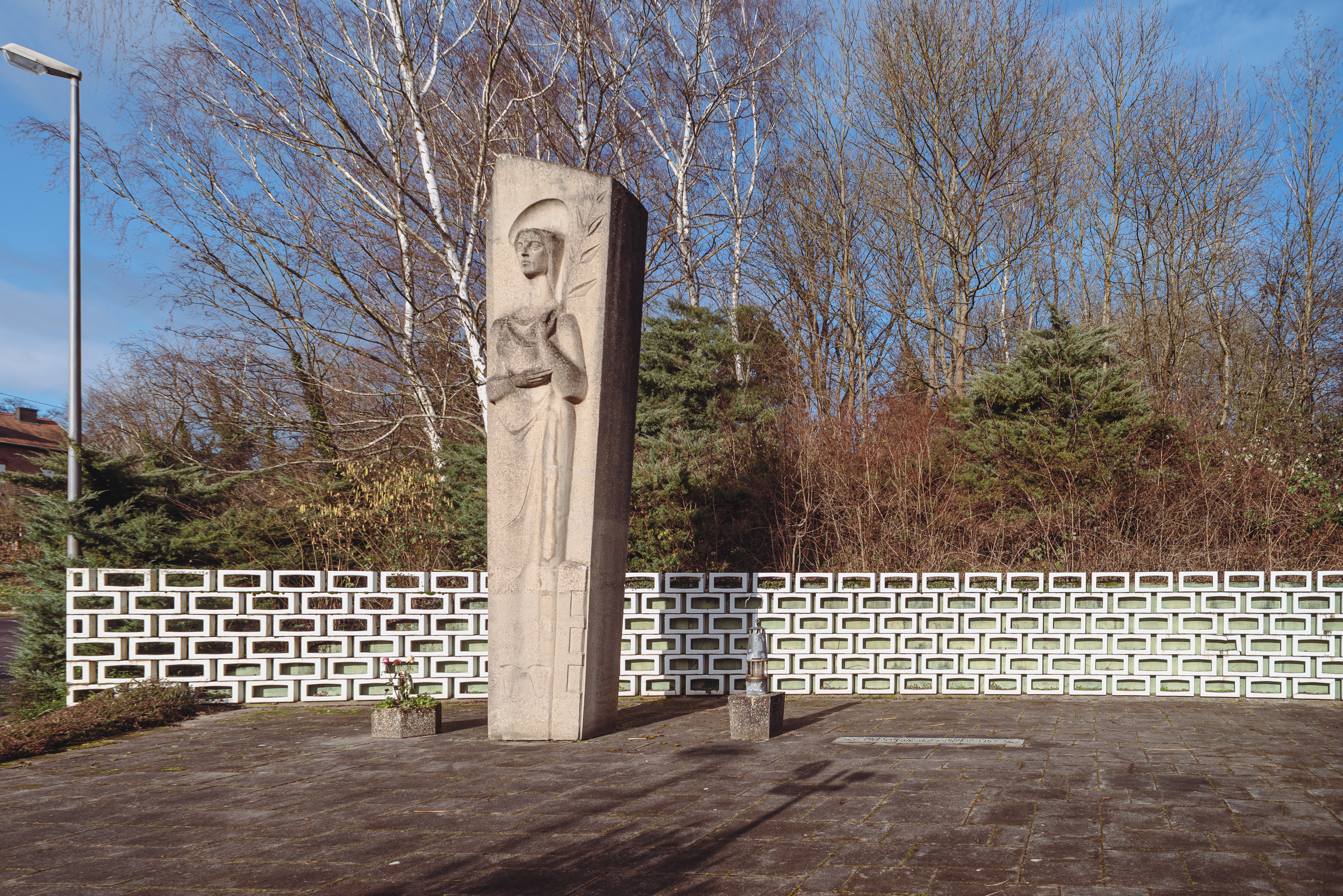
Denkmal für die toten Bergleute

## Nach dem Unglück
Nach dem Unglück kam es zu einer Welle der Hilfsbereitschaft für die Hinterbliebenen auch aus dem Ausland. Zur langfristigen Unterstützung der Hinterbliebenen wurde die Stiftung Bergmannshilfswerk Luisenthal gegründet.
In der Nähe der ehemaligen Grube (am 23. Dezember 1994 wurde die letzte Kohle gefördert) befindet sich eine Gedenkstätte mit einer Statue der Hl. Barbara, der Schutzpatronin der Bergleute. Hinter der Statue steht eine Mauer aus 299 rahmenartigen Steinen; jeder der Steine hat ein Loch, in dem Gedenkkerzen stehen / brennen können. Die Statue wurde 1955 von dem aus Wadgassen stammenden Bildhauer Lothar Meßner (1926–2019) geschaffen; das Original steht heute auf der Bergehalde Monte Barbara in Bexbach.
An der Völklinger Straße in Duisburg-Overbruch erinnert heute eine Inschrift des Künstlers Heinz Luckenbach an das Unglück.